# Elena Amirova
Elena Amirova (1º maggio 1976) è un'ex schermitrice azera, specializzata nella sciabola. Ha vinto due medaglie di bronzo ai Campionati mondiali di scherma.

## Palmarès
In carriera ha conseguito i seguenti risultati:
- Mondiali

Lisbona 2002: bronzo nella sciabola a squadre.
L'Avana 2003: bronzo nella sciabola a squadre.
- Europei

Mosca 2002: bronzo nella sciabola a squadre.
Bourges 2003: bronzo nella sciabola a squadre.